# فهرست پایگاه‌های نیروی هوایی ارتش ایران
فهرست پایگاه‌های نیروی هوایی ارتش جمهوری اسلامی ایران متعلق به نیروی هوایی ارتش جمهوری اسلامی ایران شامل بر پایگاه‌های شکاری و ترابری است.

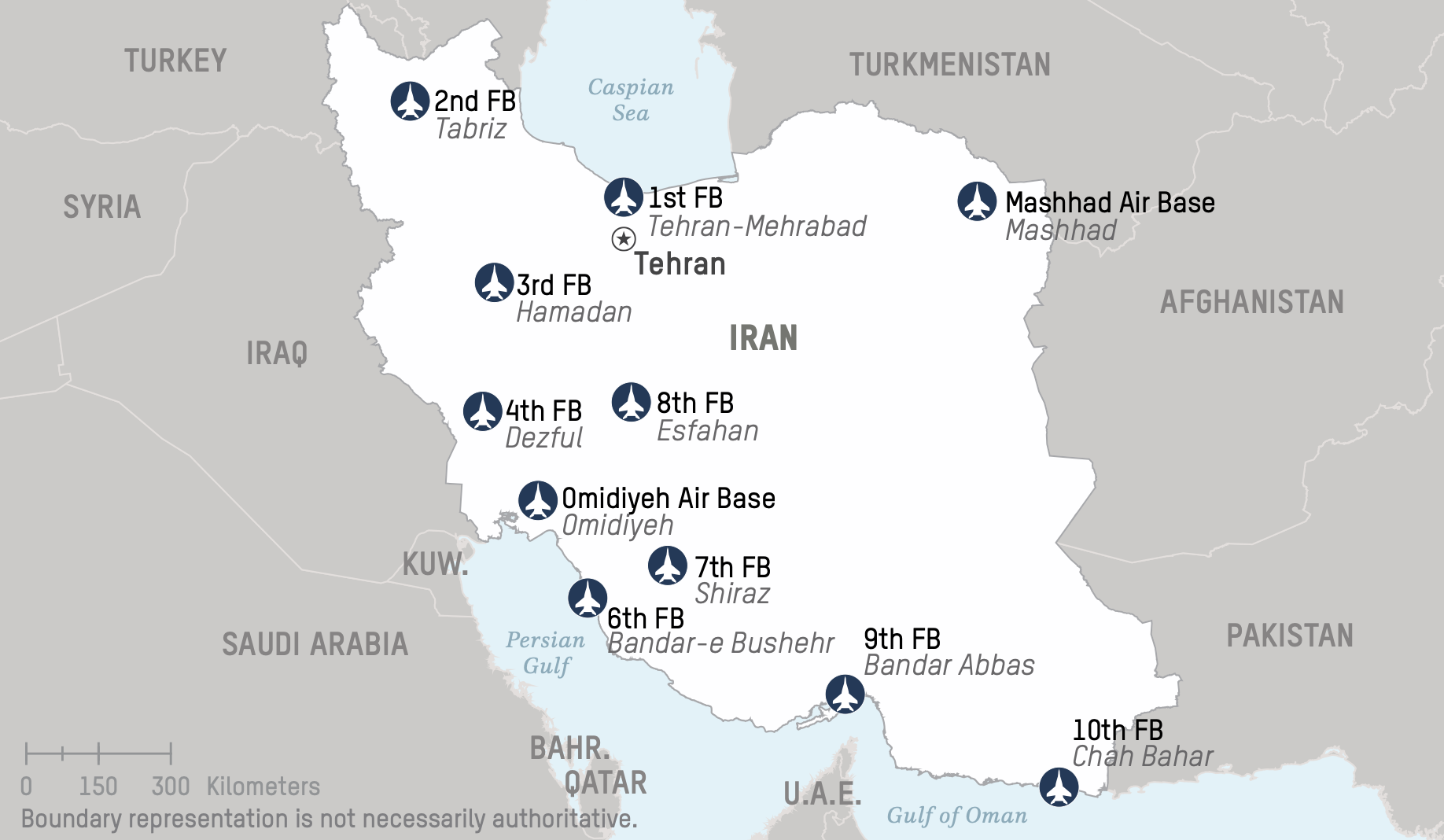
نقشه پایگاه‌های هوایی ایران

## پایگاه‌های فعال

### پایگاه یکم شکاری مهرآباد (تهران) شکاری ترابری شهید لشگری مهرآباد
TFB.1-پایگاه یکم شکاری مهرآباد ۳۵°۴۱′۱۹″ شمالی ۵۱°۱۸′۴۶″ شرقی / ۳۵٫۶۸۸۶۱°شمالی ۵۱٫۳۱۲۷۸°شرقی
- گردان ۱۱ شکاری میگ ۲۹
- گردان بالگرد بل ۲۱۴
- گردان بالگرد شینوک
- گردان فرندشیپ
- گردان ۱۱ ترابری اف۲۷
- گردان ۱۲ ترابری سی ۱۳۰
- گردان ۱۳ ترابری بویینگ ۷۰۷
- گردان ۱۴ ترابری بویینگ ۷۴۷

### دوم شکاری شهید فکوری تبریز
TFB.2- پایگاه دوم شکاری تبریز ۳۸°۰۷′۴۴″ شمالی ۴۶°۱۴′۲۴″ شرقی / ۳۸٫۱۲۸۸۹°شمالی ۴۶٫۲۴۰۰۰°شرقی
- گردان ۲۱ شکاری اف ۵
- گردان ۲۲ شکاری اف ۵
- گردان ۲۳ شکاری میگ ۲۹
- گردان۱۵۰ شکاری صاعقه

### سوم شکاری شهید نوژه همدان
TFB.3- پایگاه سوم شکاری همدان ۳۵°۱۲′۳۷″ شمالی ۴۸°۳۹′۱۲″ شرقی / ۳۵٫۲۱۰۲۸°شمالی ۴۸٫۶۵۳۳۳°شرقی
- گردان ۳۱ شکاری اف ۴
- گردان ۳۲ شکاری اف ۴
- گردان ۳۳ شکاری اف ۴

### چهارم شکاری شهید وحدتی دزفول
TFB.4- پایگاه چهارم شکاری دزفول ۳۲°۲۵′۵۷″ شمالی ۴۸°۲۴′۰۷″ شرقی / ۳۲٫۴۳۲۵۰°شمالی ۴۸٫۴۰۱۹۴°شرقی
- گردان ۴۱ شکاری اف ۵
- گردان ۴۲ شکاری اف ۵
- گردان ۴۳ شکاری اف ۵

### پنجم شکاری شهید اردستانی امیدیه
TFB.5- پایگاه پنجم شکاری امیدیه ۳۰°۴۹′۵۱″ شمالی ۴۹°۳۲′۳۵″ شرقی / ۳۰٫۸۳۰۸۳°شمالی ۴۹٫۵۴۳۰۶°شرقی
- گردان ۵۱ شکاری اف ۷
- گردان ۵۲ شکاری اف ۷
- گردان ۵۳ شکاری اف ۷

### ششم شکاری شهید یاسینی بوشهر
TFB.6- پایگاه ششم شکاری بوشهر ۲۸°۵۶′۴۱″ شمالی ۵۰°۵۰′۰۴″ شرقی / ۲۸٫۹۴۴۷۲°شمالی ۵۰٫۸۳۴۴۴°شرقی
- گردان ۶۱ شکاری اف ۴

### هفتم شکاری ترابری شهید دوران شیراز
TFB.7- پایگاه هفتم شکاری شیراز ۲۹°۳۲′۱۱″ شمالی ۵۲°۳۵′۱۸″ شرقی / ۲۹٫۵۳۶۳۹°شمالی ۵۲٫۵۸۸۳۳°شرقی
- گردان ۷۲ شکاری سوخو ۲۴
- گردان ۷۱ ترابری سی ۱۳۰
- گردان ۷۲ ترابری سی ۱۳۰
- گردان ۷۳ ترابری ایلیوشن ۷۶
- گردان شناسایی پی ۳ اف
- گردان بالگرد ترابری بل ۲۱۲
- گردان بالگرد بل ۲۱۴
- گردان آموزشی PC-6

### هشتم شکاری سرلشکر شهید عباس بابایی اصفهان
TFB.8- پایگاه هشتم شکاری اصفهان ۳۲°۴۴′۴۹″ شمالی ۵۱°۵۱′۱۷″ شرقی / ۳۲٫۷۴۶۹۴°شمالی ۵۱٫۸۵۴۷۲°شرقی
- گردان ۸۱ شکاری اف ۱۴
- گردان شکاری اف ۷
- گردان آموزشی یاک ۱۳۰
- گردان آموزشی PC7

### نهم شکاری شهید عبدالکریمی بندر عباس
TFB.9- پایگاه نهم شکاری بندرعباس ۲۷°۱۳′۵″ شمالی ۵۶°۲۲′۴۰″ شرقی / ۲۷٫۲۱۸۰۶°شمالی ۵۶٫۳۷۷۷۸°شرقی
- گردان ۹۱ شکاری اف ۴
- گردان ۹۲ شکاری اف ۴

### دهم شکاری برادران شهید دل حامد کنارک
TFB.10- پایگاه دهم شکاری کنارک ۲۵°۲۶′۴۱″ شمالی ۶۰°۲۲′۵۵″ شرقی / ۲۵٫۴۴۴۷۲°شمالی ۶۰٫۳۸۱۹۴°شرقی
- گردان ۱۰۱ شکاری اف ۴
- گردان میراژ اف ۱

### یازدهم شکاری تهران
TFB.11- پایگاه یازدهم شکاری تهران (دوشان تپه) ۳۵°۴۲′۱۱″ شمالی ۵۱°۲۸′۳۱″ شرقی / ۳۵٫۷۰۳۰۶°شمالی ۵۱٫۴۷۵۲۸°شرقی
- آموزشی و رزرو

### دوازدهم شکاری شهید حسینی بیرجند
TFB.12- پایگاه دوازدهم شکاری بیرجند
۳۲°۵۳′۵۳″ شمالی ۵۹°۱۵′۵۸″ شرقی / ۳۲٫۸۹۸۰۶°شمالی ۵۹٫۲۶۶۱۱°شرقی
- گردان شکاری اف ۵
- گردان پهپاد‌های شناسایی-رزمی
- بالگردهای هوانیروز

### سیزدهم شکاری زاهدان
TFB.13- پایگاه سیزدهم شکاری زاهدان ۲۹°۲۸′۲۹″ شمالی ۶۰°۵۴′۲۲″ شرقی / ۲۹٫۴۷۴۷۲°شمالی ۶۰٫۹۰۶۱۱°شرقی
- رزرو

### چهاردهم شکاری شهید حبیبی مشهد
TFB.14- پایگاه چهاردهم شکاری مشهد ۳۶°۱۴′۰۷″ شمالی ۵۹°۳۸′۳۸″ شرقی / ۳۶٫۲۳۵۲۸°شمالی ۵۹٫۶۴۳۸۹°شرقی
- گردان شکاری اف ۱
- گردان شکاری اف ۵

### پانزدهم شکاری کرمانشاه
TFB.15- پایگاه پانزدهم شکاری کرمانشاه ‎×۱۰type:airport
- رزرو

### شانزدهم شکاری کرمان
TFB.16- پایگاه شانزدهم شکاری کرمان ۳۰°۱۵′۵۷″ شمالی ۵۶°۵۷′۳۴″ شرقی / ۳۰٫۲۶۵۸۳°شمالی ۵۶٫۹۵۹۴۴°شرقی
- رزرو

### هفدهم شکاری مسجد سلیمان
TFB.17- پایگاه هفدهم شکاری مسجد سلیمان ۳۱°۵۹′۵۸″ شمالی ۴۹°۱۶′۱۶″ شرقی / ۳۱٫۹۹۹۴۴°شمالی ۴۹٫۲۷۱۱۱°شرقی

## پایگاه‌های سابق هوایی
TFB.00- پایگاه شکاری قلعه مرغی ۳۵°۳۸′۴۱″ شمالی ۵۱°۲۲′۵۱″ شرقی / ۳۵٫۶۴۴۷۲°شمالی ۵۱٫۳۸۰۸۳°شرقی
این پایگاه به دستور سید علی خامنه‌ای تعطیل و توسط شهرداری تهران به پارکی به نام بوستان ولایت تهران تبدیل شد.

## سایر ایستگاه‌های هوایی نظامی
- میدان نظامی هوایی احمدی - ۲۹°۰۵′۵۷″ شمالی ۵۱°۰۲′۷″ شرقی / ۲۹٫۰۹۹۱۷°شمالی ۵۱٫۰۳۵۲۸°شرقی
- پایگاه هوایی بدر (هوانیروز) - ۳۲°۳۷′۱۶″ شمالی ۵۱°۴۱′۴۹″ شرقی / ۳۲٫۶۲۱۱۱°شمالی ۵۱٫۶۹۶۹۴°شرقی
- فرودگاه بیشه کلاه - ۳۶°۳۹′۱۸″ شمالی ۵۲°۲۰′۵۸″ شرقی / ۳۶٫۶۵۵۰۰°شمالی ۵۲٫۳۴۹۴۴°شرقی
- پایگاه هوایی - ۲۹°۲۲′۳۳″ شمالی ۵۱°۰۴′۰۳″ شرقی / ۲۹٫۳۷۵۸۳°شمالی ۵۱٫۰۶۷۵۰°شرقی
- پایگاه هوایی - ۲۹°۵۴′۲۵″ شمالی ۵۰°۲۵′۴۳″ شرقی / ۲۹٫۹۰۶۹۴°شمالی ۵۰٫۴۲۸۶۱°شرقی
- پایگاه هوایی هسا - ۳۲°۵۵′۴۴″ شمالی ۵۱°۳۳′۴۰″ شرقی / ۳۲٫۹۲۸۸۹°شمالی ۵۱٫۵۶۱۱۱°شرقی
- میدان هوایی جاسک - ۲۵°۳۹′۱۱″ شمالی ۵۷°۴۷′۵۱″ شرقی / ۲۵٫۶۵۳۰۶°شمالی ۵۷٫۷۹۷۵۰°شرقی
- پایگاه هوایی کاشان - ۳۳°۵۳′۴۳″ شمالی ۵۱°۳۴′۳۷″ شرقی / ۳۳٫۸۹۵۲۸°شمالی ۵۱٫۵۷۶۹۴°شرقی
- فرودگاه کیش (عادی/نظامی) - ۲۶°۳۱′۳۳″ شمالی ۵۳°۵۸′۵۲″ شرقی / ۲۶٫۵۲۵۸۳°شمالی ۵۳٫۹۸۱۱۱°شرقی
- فرودگاه کوشک نصرت (منظریه) - ۳۴°۵۹′۰۲″ شمالی ۵۰°۴۸′۲۲″ شرقی / ۳۴٫۹۸۳۸۹°شمالی ۵۰٫۸۰۶۱۱°شرقی
- پایگاه هوایی نایین - ۳۲°۵۱′۴۶″ شمالی ۵۳°۰۳′۳۶″ شرقی / ۳۲٫۸۶۲۷۸°شمالی ۵۳٫۰۶۰۰۰°شرقی
- پایگاه هوایی ناجا - ۳۵°۴۶′۳۴″ شمالی ۵۰°۵۲′۵۱″ شرقی / ۳۵٫۷۷۶۱۱°شمالی ۵۰٫۸۸۰۸۳°شرقی
- پایگاه هوایی قزل قشلاق - ۳۹°۰۶′۴۰″ شمالی ۴۵°۲۰′۰۲″ شرقی / ۳۹٫۱۱۱۱۱°شمالی ۴۵٫۳۳۳۸۹°شرقی
- پایگاه هوایی شهید وطن‌پور (هوانیروز)- ۳۲°۳۴′۰۹″ شمالی ۵۱°۴۱′۱۲″ شرقی / ۳۲٫۵۶۹۱۷°شمالی ۵۱٫۶۸۶۶۷°شرقی
- شوگا پایگاه هوایی - ۳۷°۳۷′۴۰″ شمالی ۵۶°۱۰′۲۳″ شرقی / ۳۷٫۶۲۷۷۸°شمالی ۵۶٫۱۷۳۰۶°شرقی
- فرودگاه ارومیه (عادی/نظامی) - ۳۷°۴۰′۱۵″ شمالی ۴۵°۰۴′۱۹″ شرقی / ۳۷٫۶۷۰۸۳°شمالی ۴۵٫۰۷۱۹۴°شرقی

## فرودگاه‌های ذخیره
- فرودگاه آبادان - ۳۰°۲۱′۵۲″ شمالی ۴۸°۱۳′۵۲″ شرقی / ۳۰٫۳۶۴۴۴°شمالی ۴۸٫۲۳۱۱۱°شرقی
- فرودگاه آبدانان - ۳۲°۵۶′۰۱″ شمالی ۴۷°۲۹′۰۸″ شرقی / ۳۲٫۹۳۳۶۱°شمالی ۴۷٫۴۸۵۵۶°شرقی
- فرودگاه بوموسی - ۲۵°۵۲′۳۲″ شمالی ۵۵°۰۱′۵۸″ شرقی / ۲۵٫۸۷۵۵۶°شمالی ۵۵٫۰۳۲۷۸°شرقی
- فرودگاه آغاجاری - ۳۰°۴۴′۴۰″ شمالی ۴۹°۴۰′۳۸″ شرقی / ۳۰٫۷۴۴۴۴°شمالی ۴۹٫۶۷۷۲۲°شرقی
- فرودگاه اهواز - ۳۱°۲۰′۱۳″ شمالی ۴۸°۴۵′۴۰″ شرقی / ۳۱٫۳۳۶۹۴°شمالی ۴۸٫۷۶۱۱۱°شرقی
- فرودگاه بندر لنگه - ۲۶°۳۱′۵۳″ شمالی ۵۴°۴۹′۱۷″ شرقی / ۲۶٫۵۳۱۳۹°شمالی ۵۴٫۸۲۱۳۹°شرقی
- فرودگاه بستاک - ۲۷°۱۲′۴۵″ شمالی ۵۴°۱۹′۰۶″ شرقی / ۲۷٫۲۱۲۵۰°شمالی ۵۴٫۳۱۸۳۳°شرقی
- فرودگاه گچساران - ۳۰°۲۰′۱۴″ شمالی ۵۰°۴۹′۴۱″ شرقی / ۳۰٫۳۳۷۲۲°شمالی ۵۰٫۸۲۸۰۶°شرقی
- فرودگاه گرگان - ۳۶°۵۴′۲۵″ شمالی ۵۴°۲۴′۱۶″ شرقی / ۳۶٫۹۰۶۹۴°شمالی ۵۴٫۴۰۴۴۴°شرقی
- فرودگاه ایلام - ۳۳°۳۷′۳۳″ شمالی ۴۶°۲۵′۰۵″ شرقی / ۳۳٫۶۲۵۸۳°شمالی ۴۶٫۴۱۸۰۶°شرقی
- فرودگاه خانیان - ۳۷°۲۹′۰۰″ شمالی ۴۵°۵۵′۰۰″ شرقی / ۳۷٫۴۸۳۳۳°شمالی ۴۵٫۹۱۶۶۷°شرقی
- فرودگاه کرج - ۲۹°۱۵′۳۲″ شمالی ۵۰°۱۹′۲۶″ شرقی / ۲۹٫۲۵۸۸۹°شمالی ۵۰٫۳۲۳۸۹°شرقی
- فرودگاه خرم‌آباد - ۳۳°۲۶′۰۳″ شمالی ۴۸°۱۷′۰۳″ شرقی / ۳۳٫۴۳۴۱۷°شمالی ۴۸٫۲۸۴۱۷°شرقی
- فرودگاه نوشهر - ۳۶°۳۹′۴۸″ شمالی ۵۱°۲۷′۵۳″ شرقی / ۳۶٫۶۶۳۳۳°شمالی ۵۱٫۴۶۴۷۲°شرقی
- فرودگاه پارس‌آباد مغان - ۳۹°۳۶′۱۷″ شمالی ۴۷°۵۲′۴۰″ شرقی / ۳۹٫۶۰۴۷۲°شمالی ۴۷٫۸۷۷۷۸°شرقی
- فرودگاه قزوین - ۳۶°۱۴′۲۳″ شمالی ۵۰°۰۲′۵۴″ شرقی / ۳۶٫۲۳۹۷۲°شمالی ۵۰٫۰۴۸۳۳°شرقی
- فرودگاه رشت - ۳۷°۱۹′۲۵″ شمالی ۴۹°۳۶′۳۲″ شرقی / ۳۷٫۳۲۳۶۱°شمالی ۴۹٫۶۰۸۸۹°شرقی
- فرودگاه رامسر - ۳۶°۵۴′۳۱″ شمالی ۵۰°۴۰′۴۷″ شرقی / ۳۶٫۹۰۸۶۱°شمالی ۵۰٫۶۷۹۷۲°شرقی
- فرودگاه سهند - ۳۷°۲۰′۵۲″ شمالی ۴۶°۰۷′۳۴″ شرقی / ۳۷٫۳۴۷۷۸°شمالی ۴۶٫۱۲۶۱۱°شرقی
- فرودگاه اسلام‌آباد غرب - ۳۴°۰۴′۰۶″ شمالی ۴۶°۳۵′۵۶″ شرقی / ۳۴٫۰۶۸۳۳°شمالی ۴۶٫۵۹۸۸۹°شرقی
- فرودگاه شهید صدوقی یزد - ۳۱°۵۴′۰۵″ شمالی ۵۴°۱۶′۵۱″ شرقی / ۳۱٫۹۰۱۳۹°شمالی ۵۴٫۲۸۰۸۳°شرقی

## پایگاه [هوایی و زمینی]
عقاب ۴۴
اسکادران[فانتوم F4--- سوخو ۳۵]